# Savigné-sous-le-Lude
Savigné-sous-le-Lude – miejscowość i gmina we Francji, w regionie Kraj Loary, w departamencie Sarthe.
Według danych na rok 1990 gminę zamieszkiwało 439 osób, a gęstość zaludnienia wynosiła 13 osób/km² (wśród 1504 gmin Kraju Loary Savigné-sous-le-Lude plasuje się na 877. miejscu pod względem liczby ludności, natomiast pod względem powierzchni na miejscu 221.).